# Huis te Noord-Waddinxveen

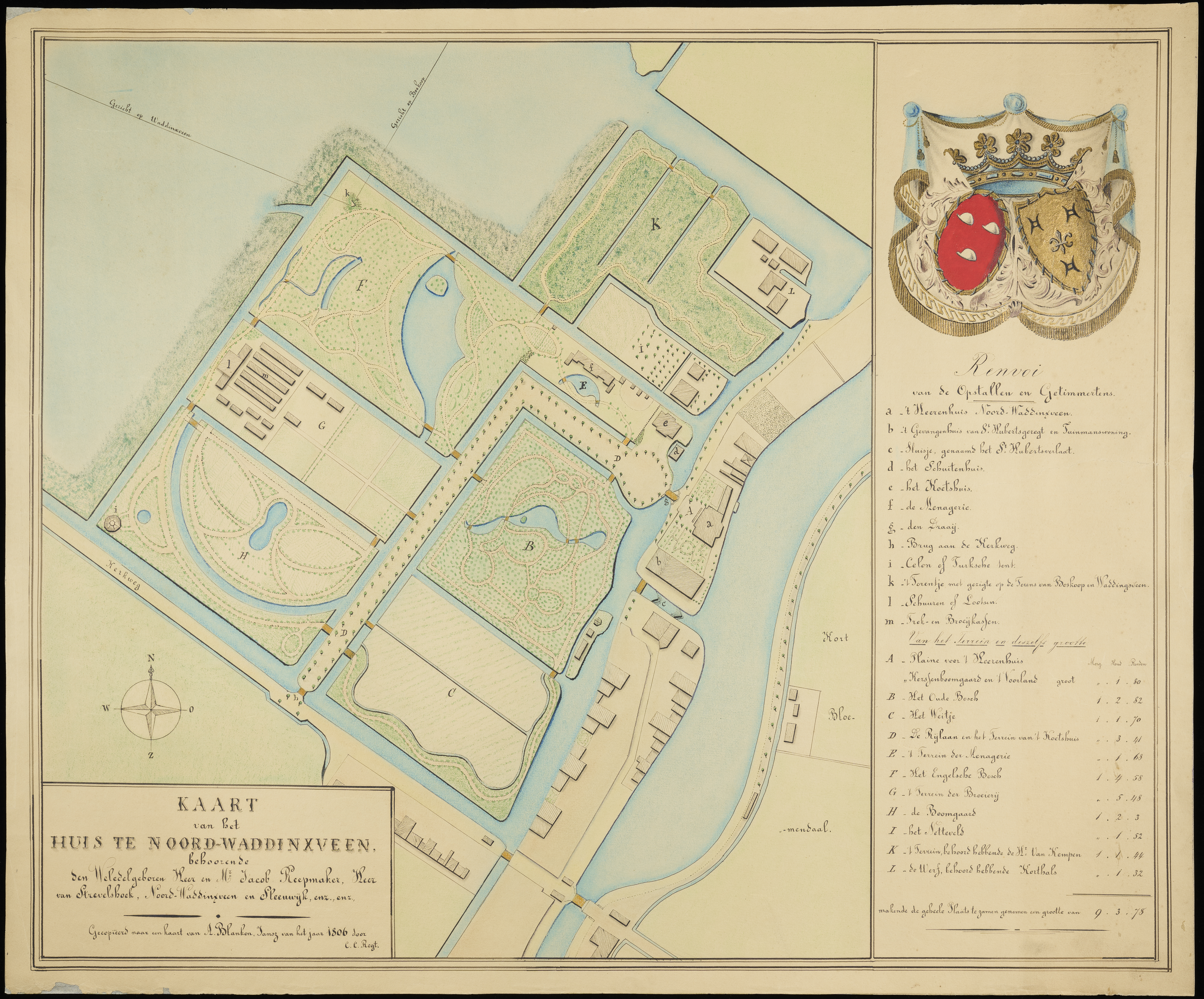
Het landgoed Souburgh, in 1906 getekend door C.C. Regt

Buitenplaats Souburgh, ook wel genaamd Het huis te Noord-Waddinxveen, was een buitenplaats in Waddinxveen behorende tot de Ambachts Heerlijkheid Noord-Waddinxsveen en Sint Hubertusgerecht.
Joshua van Belle, ‘de oudere’ heeft het ambacht Noord-Waddinxveen en de Vrije heerlijkheid Huijbertsgerecht in 1675 gekocht samen met ‘de huijsinge met den Thoorn, genaamd ’t huijs te Souburgh, met erff, bergh (hooiberg), shuur en beporinge, met het verlaat (sluis), nog een huijs, timmerhuijs en scheepmakersheldinge, 6 mergen hoij als weijlant’. 
Na het overlijden van Jacob van Belle wordt Adriaan Reepmaker (1719 - 1780) heer van Strevelshoek en Sleeuwijk nu ook ambachtsheer van Noord-Waddinxveen en Vrijheer van St. Huijertsgerecht. Hij is in 1744 getrouwd met Jacoba Catharina van Belle, dochter van Jacob van Belle. De familie woont tijdens de winter in Rotterdam in het familiehuis aan de Leuvehaven 103. Zomers wordt dan doorgebracht op het landgoed Souburgh. Adriaan wordt in 1749 schepen en vroedschapslid en is hij enkele jaren burgemeester van Rotterdam. 
Jacob Reepmaker (1748 -1828), zoon van Adriaan Reepmaker, trouwt in 1772 met Emmerentia Christina Rees. Jacob is van 1780 tot 1788 lid van de vroedschap en in 1787 wordt hij burgemeester van Rotterdam. Jacob Reepmaker is heer van Strevelshoek, Noord-Waddinxveen, Sleeuwijk en vrijheer van Sint Hubertusgrecht. 
Na zijn overlijden in 1828 besluiten de erfgenamen het huis Souburgh en het landgoed openbaar te verkopen. Het huis wordt afgebroken, de fraaie tuinen omgeploegd tot weiland. 

## Bewoners
- 1675 – Joshua van Belle
- - Jacob van Belle
- - 1780 Adriaan Reepmaker x Jacoba Catharina van Belle
- 1780 – 1828 Jacob Reepmaker x Emmerentia Christina Rees
- 1828 verkoop en sloop[3]

## Beschrijving van een bezoek een Souburgh door Otto van Eck[1]
In 2004 werd een aantal rafelige schriftjes gevonden die het kinderdagboek bleken te vormen van een achttiende-eeuws kind, Otto van Eck. Hij schreef over wat hij zoal meemaakte in de jaren 1780-1798. Zo beschrijft hij een bezoek aan de familie Reepmaker in Waddinxveen op 16 juli 1796: 
“Deze morgen zijn wij ten half acht uuren met een wagen met vier paarden gereden, om tante Paulus op Noord-Waddinxveen bij de heer en mevrouw Reepmaker te brengen, alwaar zij enige tijd is gaan logeren en wij zijn er de hele dag gebleven, zodat wij daareven (half 10) zijn thuisgekomen. Wij reden met goed weer uit over de dorpen Pijnakker, Zoetermeer en Moercappelle, langs wijde plassen waarvan op sommige, die droog gemaakt waren, zeer goede tarwe, rogge, gerst, haver, bomen, vlas, lijnzaad enz. stond. Echter scheen het goed gemest te moeten worden om vruchten te kunnen dragen. Toen wij al zeer dicht ter plaats onzer destinatie waren, kregen wij een geduchte regenbui op ons lijf en verders is het den gantschen dag regenachtig weer geweest tot zeven uuren, toen wij weer heengingen, wanneer het een frissche zuidwesten-wind woei, die nu merkelijk is gaan liggen. Door de omliggende plassen en venen is er bij de heer Reepmaker een schone visserij, zodat hij, een liefhebber zijnde, er zelfs een visser ophoudt, die net een pluimgraaf van een geassorteerde menagerie is, waarin allerlij vreemde schone vogels zijn, ‘twelk voor mij toch zo veel attraits niet zou kunnen hebben als de visserij.” Een leuke beschrijving van de omgeving van Waddinxveen en hoe de gegoede stand een zomerdag doorbracht. De visserij en de menagerie van de heer Reepmaker lagen op het mooie, uitgestrekte landgoed met landhuis Souburgh, eigendom van de familie Reepmaker. Het was de plaats waar de familie de zomer doorbracht. 